# Шесть Тэтчер
«Шесть Тэ́тчер» (англ. The Six Thatchers) — первая серия четвёртого сезона британского телесериала «Шерлок». Премьера состоялась на каналах BBC One и PBS 1 января 2017 года.

## Сюжет
В начале серии Шерлок (Бенедикт Камбербэтч) рассказывает притчу о купце, который встретился со Смертью и не смог уйти от своей судьбы. В присутствии брата, леди Смолвуд и членов парламентского комитета Майкрофт представляет новую официальную версию убийства Чарльза Огастеса Магнуссена, согласно которой его застрелил не Шерлок, а снайпер, что подтверждает «слегка подправленная» видеозапись.
У четы Ватсонов рождается дочь, которую они называют Розамунда Мэри (Rosamund Mary), или сокращенно Рози (Rosie). Тем временем Шерлок расследует смерть сына британского политика. Тело юноши было найдено в разбитой машине неподалёку от дома, хотя в это время он якобы был в Тибете. Холмс быстро разгадывает тайну, однако в доме родителей погибшего его привлекает очередная загадка, связанная с разбитым бюстом Маргарет Тэтчер. Выясняется, что существуют ещё пять таких же бюстов, и некто проникает в дома к их владельцам и разбивает их. Детектив опережает злодея, не давая ему уничтожить последний бюст, и выясняет, что в нём была спрятана карта памяти с информацией о тёмном прошлом миссис Ватсон. Незнакомец, который охотился за этими данными, убеждён, что Мэри предала его, и угрожает ей расправой.
На расспросы Шерлока Мэри отвечает, что она была частью подразделения «A.G.R.A.», название которого состоит из инициалов четырёх его членов; настоящее имя её самой — Розамунд (англ. Rosamund, «R»), а её преследователя — Айджей (англ. Ajay, «A»). Помимо них, в группу также входили Габриэль (англ. Gabriel, «G») и Алекс (англ. Alex, «A»). У всех членов «A.G.R.A.» есть карты памяти с данными друг о друге, что сводит вероятность предательства к минимуму. Шесть лет назад подразделению поступил приказ (кодовое слово «Ammo») освободить членов британского посольства, захваченных террористами в Грузии. Однако спасательная операция провалилась: заложники были убиты, и Мэри была вынуждена бежать. Поведав Шерлоку правду, она усыпляет его и уезжает в длинное путешествие по миру с целью отвести опасность от своей семьи. Однако Холмс и Джон быстро её находят в Марокко благодаря маячку, который они предварительно встроили в флешку. Айджей также преследует их. Он поясняет, что по вине Мэри был захвачен террористами, но незадолго до этого успел спрятать флешку в один из бюстов Тэтчер, которые изготовлялись в комнате с заложниками, чтобы позже найти предательницу и отомстить ей. Во время пыток Айджей неоднократно слышал слово «Ammo» и упоминание об «англичанке», которая виновна в провале операции. Он пытается застрелить Мэри, Шерлока и Джона, но его убивает подоспевшая полиция. Троица приходит к выводу, что Айджей пытался отомстить миссис Ватсон, будучи уверенным, что именно она — та самая англичанка.
В беседе с братом Майкрофт рассказывает, что до случая в Грузии сам не раз нанимал «A.G.R.A.» в качестве фрилансеров и что ему ничего не известно о приказе «Ammo». Позже Шерлок догадывается, что на самом деле кодовое слово звучит как «Amo», что по-латыни означает «Люблю». Майкрофт допрашивает Смолвуд, на которую падает подозрение из-за её кодового имени «Любовь» (англ. Love), но она оказывается непричастной к операции. Шерлок назначает встречу с Вивьен Норбери, секретаршей леди Смолвуд, в Лондонском аквариуме. После того как в аквариум приезжают Мэри и полиция, Вивьен признаётся, что она предупредила террористов о готовящейся спасательной операции, чтобы они смогли уничтожить заложников и подразделение. Ею двигало желание убить британского посла, который узнал о том, что она продавала государственные тайны. После унизительных слов в свой адрес старушка достаёт пистолет и стреляет в Шерлока. Мэри заслоняет его собой и принимает пулю на себя. Она умирает на руках у мужа, успев признаться в том, что «быть Мэри Ватсон — это единственная жизнь, которую стоило прожить». Джон убеждён, что Холмс нарушил данную клятву защищать его жену, и это приводит к разрыву между друзьями.
Шерлок посещает психиатра Джона, однако, так и не может высказаться. Ему приходит посылка с DVD-диском, на который Мэри записала ему видеообращение в случае своей смерти с просьбой спасти супруга. Возвращаясь к притче о купце, детектив размышляет о неизбежности смерти.
В сцене после финальных титров звучит фраза из послания Мэри: «Иди к чёрту, Шерлок!» (англ. Go to Hell, Sherlock).

## Производство
Название серии и элементы сюжета отсылают к рассказам сэра Артура Конан Дойля «Шесть Наполеонов», «Знак четырёх» и «Жёлтое лицо».
Монолог Шерлока в начале серии — это пересказ ближневосточной легенды, которая впервые упоминается в пьесе Уильяма Сомерсета Моэма «Шеппи» (1933).

## Показ
В первый раз эпизод вышел в эфир на канале BBC One и PBS 1 января 2017 года. Российская премьера состоялась на Первом канале.